# Norsk Kunstnerleksikon
Norsk Kunstnerleksikon est une encyclopédie.
Le but de l'ouvrage est de publier toutes les informations importantes sur les artistes norvégiens de l'époque de la Réforme à nos jours dans une encyclopédie complète. Il comprend des biographies de peintres, dessinateurs, forgerons, sculpteurs, graphistes et illustrateurs, artistes textiles, artistes folkloriques et de nombreuses autres personnalités et créateurs norvégiens du domaine de l'art et de la culture sont représentés.